# Каин XVIII
«Каин XVIII» — советский художественный фильм-притча 1963 года, поставленный на «Ленфильме» режиссёрами Надеждой Кошеверовой и Михаилом Шапиро по пьесе Евгения Шварца «Голый король», переработанной впоследствии в сценарий «Два друга».
Премьера фильма в СССР состоялась 6 мая 1963 года.

## Сюжет
Это сказка без затей,

но она не для детей..!

Служит пусть она примером

по «неведомым краям»

разным канцлерам-премьерам,

генералам-изуверам,

экс- и просто королям!

Каин опять убивает Авеля, но не сам, а при помощи комара. Придворный учёный выводит комара-мутанта. «Атомный комар» — живая бомба и может взорваться, например, если его прихлопнуть, когда он будет пить у человека кровь. В середине фильма Каин испытывает это оружие на своём брате: Авель сидит в своём замке у окна, комар садится на его бритую голову. Авель замечает это, хлопает ладонью по голове, после чего на экране, с помощью которого Каин наблюдает за происходящим, показывают гигантский взрыв на месте замка Авеля.
Каин XVIII — старик-король, тиран и сумасброд, решает жениться на молоденькой красавице-принцессе из соседнего королевства. Но у принцессы уже есть жених — Ян. Он нищий бродячий музыкант. Вместе с другом Жаном ему предстоит пройти множество испытаний, побывать в сказочных приключениях, даже угодить в тюрьму и избежать казни, чтобы наконец обрести свою любовь.
Фильм содержит элементы антитоталитарной и антимилитаристской сатиры, в том числе на события Карибского кризиса.

## В ролях
- Эраст Гарин — король Каин XVIII
- Лидия Сухаревская — королева Власта
- Светлана Лощинина — принцесса Милада, дочь королевы Власты
- Юрий Любимов — Первый Министр короля Каина XVIII
- Бруно Фрейндлих — начальник Тайной Полиции короля Каина XVIII
- Михаил Жаров — военный министр
- Александр Демьяненко — Ян, бродячий певец
- Станислав Хитров — Жан, бродячий певец
- Александр Бениаминов — придворный учёный короля Каина XVIII
- Рина Зелёная — иностранная гувернантка принцессы Милады
- Михаил Глузский — начальник королевской охоты
- Борис Чирков — туалетный работник
- Георгий Вицин — палач

## Съёмочная группа
- Авторы сценария — Евгений Шварц, Николай Эрдман
- Режиссёры-постановщики — Надежда Кошеверова, Михаил Шапиро
- Главный оператор — Эдуард Розовский
- Художники — Валерий Доррер, Абрам Векслер
- Художник по костюмам — Марина Азизян
- Композитор — Антонио Спадавеккиа
- Звукооператор — Илья Волк
- Текст песен — Александра Хазина